# Duarte de Lemos
Duarte de Lemos (c. 1480 — 27 de junho de 1558), 3.º Senhor da Trofa, etc, foi um fidalgo, militar e donatário português do século XVI. No Brasil, foi senhor da ilha de Santo Antônio, atual ilha de Vitória, onde veio a ser fundada a capital do estado do Espírito Santo.

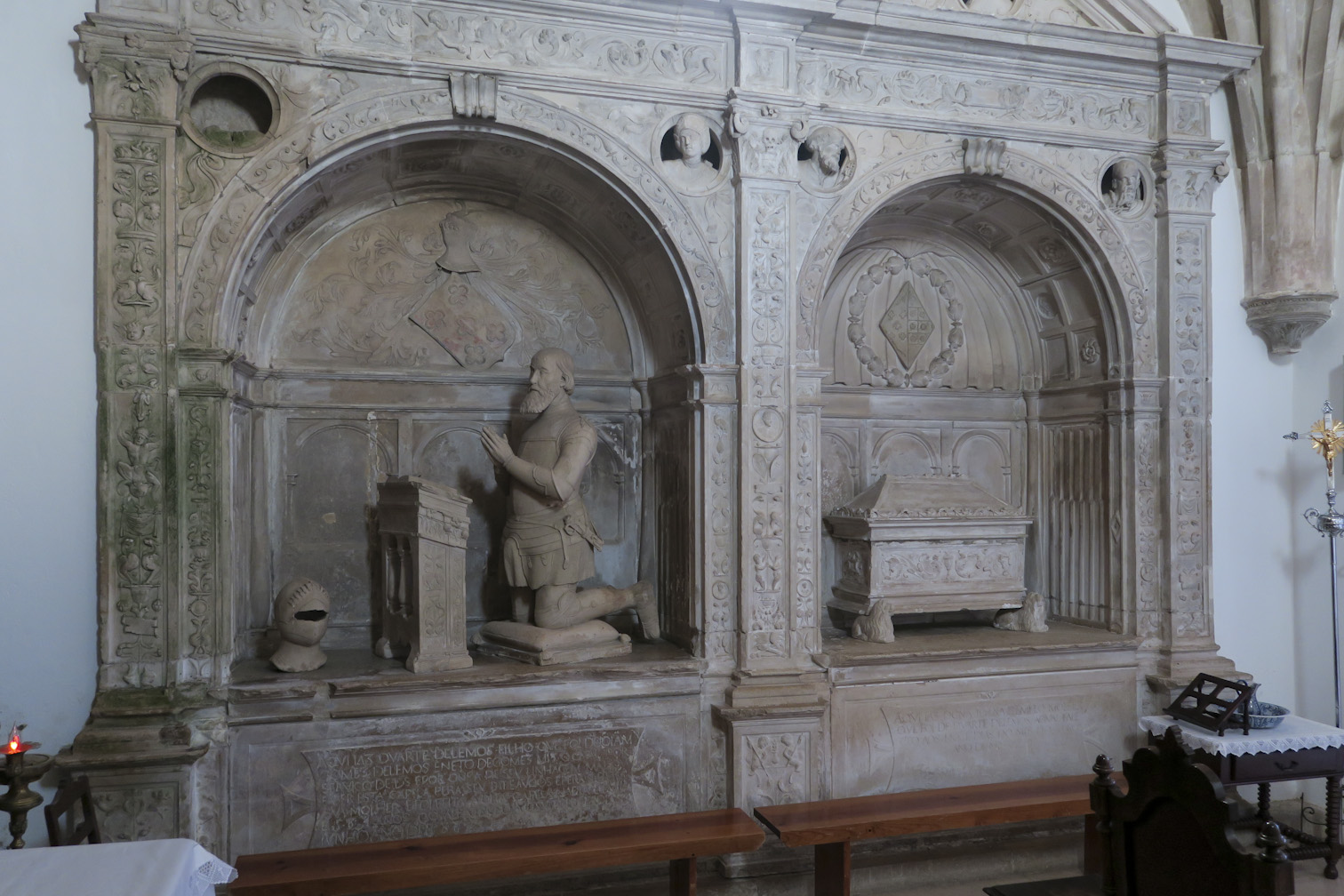
Capelas funerárias de Duarte de Lemos e sua mulher, D. Joana de Melo, no Panteão dos Lemos, Igreja da Trofa do Vouga

## Biografia
Filho de João Gomes de Lemos, 2.° Senhor da Trofa, Álvaro, Pampilhosa, Jales e Alfarela de juro e herdade, e de sua mulher Violante de Sequeira; e irmão mais velho de Fernão Gomes de Lemos, embaixador à Pérsia em 1515 e capitão-mor de Ceilão em 1522. Era também primo direito do 1.º  marquês de Cenete e do 1.º conde de Mélito, dois titulares da primeira plana de Espanha, filhos de sua tia Mécia de Lemos e do célebre cardeal Pedro González de Mendoza.

### Na Índia
Duarte de Lemos iniciou aos vinte e poucos anos de idade a sua carreira militar e partiu pela primeira vez, em 1505, para o Índia na armada de D. Francisco de Almeida.
Em 1508, já rondando os 30 anos, regressou à Índia como capitão de uma das 13 naus da armada da Índia comandada por seu tio materno, Jorge de Aguiar, que deveria substituir Afonso de Albuquerque na capitania-mor do mar da Arábia (cabo Guardafui), numa continuação do modelo de comando bicéfalo no Índico, iniciado em 1506 com a nomeação de Albuquerque para esse cargo.
Porém, Jorge de Aguiar faleceu no naufrágio da sua nau São João, ao largo das ilhas Tristão da Cunha, pelo que, abertas as vias de sucessão designadas por D. Manuel I, Duarte de Lemos sucedeu-lhe como capitão-mor do Mar e da Costa da Etiópia e da Arábia, ou seja, de todo o terço ocidental da governação portuguesa no Oceano Índico.
O despacho original da nomeação de Jorge de Aguiar pelo rei D. Manuel I, transcrito pelo cronista João de Barros, deixava bem clara a plena separação de jurisdições no Índico pretendida pelo monarca, que iria assim anular pelo menos parte do protagonismo de Albuquerque, na gestão dos interesses portugueses no Oriente:
"[D. Manuel I] ordenou que Afonso de Albuquerque, que andava na costa da Arábia, se passasse à Índia, cada um com o seu regimento, sem um se meter nem entender na governança do outro, com novo título por si: cá o primeiro [Aguiar] se intitulava capitão-mor do Mar da Etiópia, Arábia e Pérsia, de Sofala até Cambaia, e o outro [Albuquerque] da Índia"
Ao chegar a Socotorá, onde ficou baseada a sua frota, Duarte de Lemos, como sucessor de Aguiar, foi patrulhando os mares da costa oriental da África até Sofala, tendo "no caminho bombardeado Mogadíscio" e ainda capturado "uma nau do Rei de Cambaia, que foi das mais ricas presas que naquelas partes se fizeram ... e que importou mais do que quantas Duarte de Lemos em seu tempo fez".
Entretanto, a relativa escassez de meios miltares ao seu dispor ("andava mui pobre de gente por lhe ser morta de doença e singelo de navios") fê-lo enviar o seu capitão Vasco da Silveira ao Malabar, para reclamar de Albuquerque o envio de recursos adicionais, que lhe permitissem o pleno desempenho da sua missão. Perante a não resposta de Albuquerque, o próprio Duarte de Lemos viajou até à costa do Malabar, em agosto de 1510, apresentando-se em pessoa ao governador da Índia para lhe exigir o envio de mais meios para a costa da Arábia, sem que Albuquerque, que priorizava ações como um próximo ataque que já tencionava fazer a Calecute bem como uma futura expedição ao Mar Vermelho, lhe desse satisfação.
Convinha de facto ao governador, não enviar auxílios a Socotorá, como solicitado por Lemos, mas sim usar as seis velas com que este havia chegado ao Malabar, para - juntando-as aos 23 navios e 1800 homens já sob o comando direto de Albuquerque - as usar nos seus ambiciosos projetos imperiais. Porém, Duarte de Lemos não se prestou a isso e manteve a sua insistência no envio de mais meios de apoio para Socotorá.
As relações de Lemos com Afonso de Albuquerque ficaram assim muito tensas, não apenas pela recusa sistemática do último em enviar recursos para a parte ocidental do Índico como também porque Duarte de Lemos se revelou, afinal, um defensor da chamada visão comercial do império, propugnada desde o início por D. Francisco de Almeida, que se contrapunha à estratégia imperial, mais militarizada, aplicada por Albuquerque.
Por pressão deste, Duarte de Lemos acabou por ter que voltar para o Reino. Pois a 12 de setembro de 1510 chegou à Índia a armada ordinária vinda do Reino, comandada por Gonçalo de Sequeira, que trazia novas instruções régias, concentrando o poder em Albuquerque e determinando o regresso a Portugal de Duarte de Lemos. O governador tinha vencido a disputa com o capitão-mor da Arábia.
Porém, embora a sua estadia no Estado da Índia tenha sido relativamente curta, Duarte de Lemos ainda conseguiu por lá deixar a reputação de ter sido "o mais eficiente colector de impostos que D. Manuel mandou ao Oriente".

### Regresso a Portugal
Deve ter chegado de regresso a Lisboa no ano de 1511, pois uma carta de Afonso de Albuquerque para D. Manuel I, datada de 19.10.1510, informa o Rei que lhe está enviando, ao cuidado de Duarte de Lemos, "algumas peças (..) juntamente com o aljôfar do tributo de Ormuz".
Em Portugal, foi confirmado como 3.º senhor da Trofa, em 08.07.1514, sendo-lhe o padroado da respectiva Igreja confirmado em 30.10.1520. Sucedeu também a seu pai como 5.º morgado do Calhariz; e foi ainda senhor da honra e torre de Silva, situada nas margens do Rio Minho, na antiga freguesa de S. Julião da Silva, entre Valença e Vila Nova da Cerveira, solar de origem da família e da Casa de Silva (a torre de Silva entrara na posse da família de Duarte de Lemos através de sua trisavó, Joana Gomes da Silva, que a recebera em dote de casamento).
Era moço fidalgo desde 1489 e foi depois cavaleiro fidalgo da Casa Real. Foi também cavaleiro da Ordem de Cristo (desde 1512) e nesta ordem comendador de Castelejo. Em 1518, já pertencia ao Conselho de Dom Manuel I, cargo que manteve com o novo rei Dom João III, que o fez capitão-mor de uma rica armada.
Entre 1518 e 1520, esteve envolvido em um conflito com a Abadessa do Lorvão, por causa de uma doação que recebera do conde de Faro e depois de Odemira, D. Sancho de Noronha, senhor de Aveiro.
O Conde havia doado a Duarte de Lemos, em 09.03.1518, as ilhas da Maia, dos Ovos, e outras, bem como as marinhas de Vilarinho e do Esteiro Covo, na região de Aveiro. O Mosteiro do Lorvão, porém, contestou essa doação, alegando que as terras lhe pertenciam. D. Manuel I, por sentença de 01.02.1520, decidiu contra Duarte de Lemos nesse pleito, escrevendo que este "sendo pessoa poderosa forçara e esbulhara as ditas ilhas, indo a ellas tomando posse". A Abadessa retomou assim posse dessas ilhas e marinhas, em 18.02.1520.
Em 1534, Duarte de Lemos mandou erigir o famoso Panteão dos Lemos, junto à sua casa na vila da Trofa, no termo de Águeda.

### No Brasil
No ano seguinte, começou a dedicar a sua atenção ao Brasil, onde já se encontrava a 5 de maio de 1535, data de uma procuração que de lá enviou a D. Diogo da Silveira.
A 15 de junho de 1537, recebeu como doação a ilha de Santo António, a atual cidade de Vitória, no Brasil, do donatário da capitania do Espírito Santo, Vasco Fernandes Coutinho:
“Ao Senhor Duarte de Lemos a ilha grande que está da barra para dentro, que se chama de Santo António, completamente livre e isenta para si e seus descendentes, por o muito que lhe devo e por me vir ajudar a suster a terra que sem a sua ajuda o não fizera.”
Como senhor da ilha, doou a alguns moradores sesmarias das terras da dita ilha que futuramente seria capital da capitania do Espírito Santo.

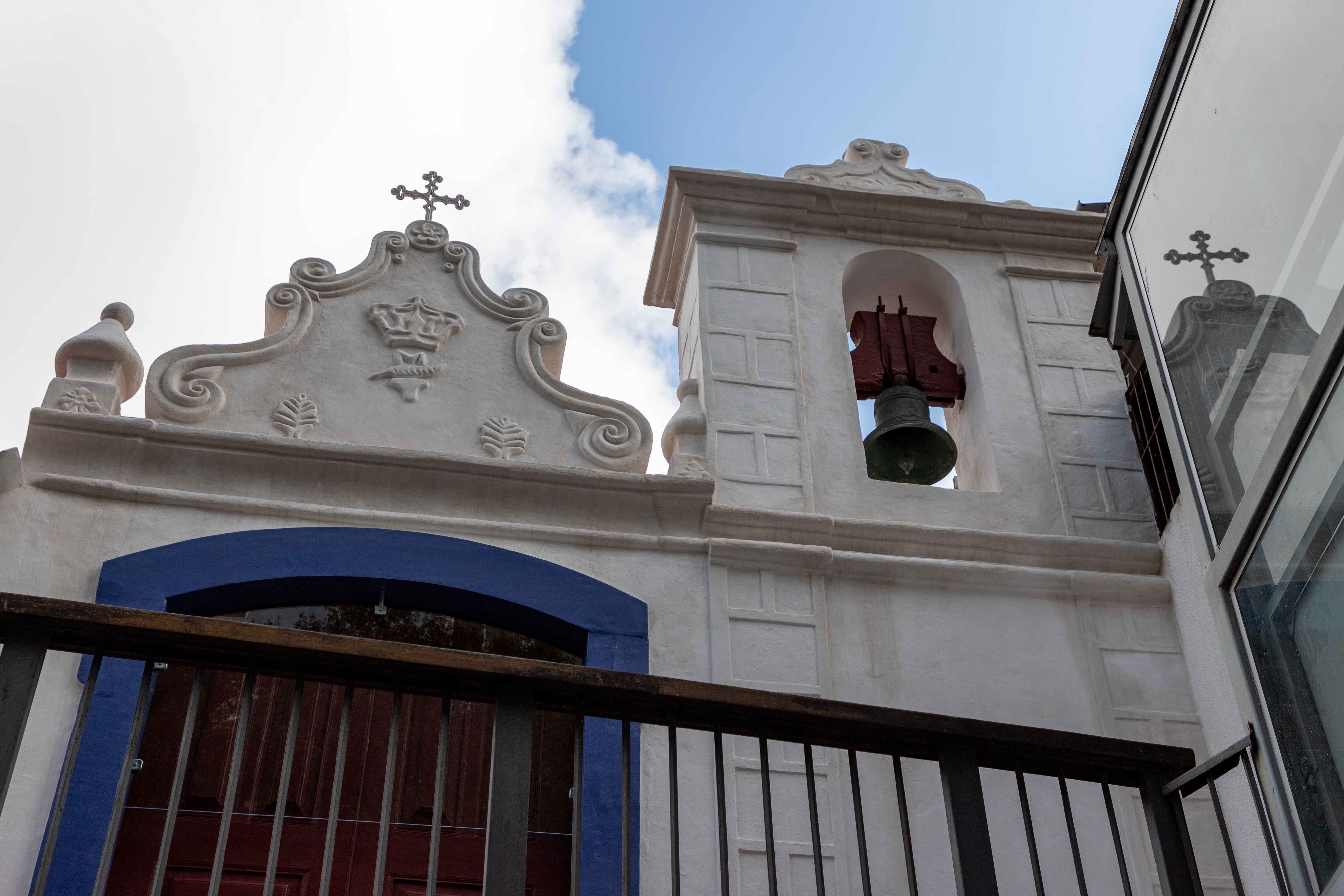
A Capela de Santa Luzia, mandada construir por Duarte de Lemos, é a mais antiga construção da cidade de Vitória, capital do estado do Espírito Santo

Duarte de Lemos adentrou-se num mangal e num morro construiu a sua residência e a capela de Santa Luzia, considerada a construção mais antiga da atual cidade de Vitória.
Em 1549, estava de regresso a Lisboa, onde recebeu a confirmação da doação da ilha pelo rei D. João III, em 08.01.1549, e regressou ao Brasil, de imediato, como capitão de uma das três naus da armada que levou o 1.º governador-geral, Tomé de Sousa - que no novo continente o fez capitão-mor da Capitania de Porto Seguro (1550), onde sucedeu a Pero do Campo Tourinho.
De lá escreveu ao Rei, em 14 de abril de 1550, relatando que na dita terra de Porto Seguro "havia ouro" e comunicando-se disposto a organizar uma expedição para o encontrar, para o que solicitava apoio da Coroa, acrescentando que o gentio "estava em paz" e era "muito nosso amigo".

## Estátua orante
Morreu no dia 27 de junho de 1558, já perto dos oitenta anos de idade. Seus restos mortais encontram-se no Panteão dos Lemos, na Igreja da Trofa, na cidade homónima. Lá jaz em túmulo armoriado (as armas dos Lemos, em pleno) com a sua estátua orante em tamanho natural e o seguinte epitáfio: "Aqui jaz Duarte de Lemos filho que foi de Joiam Gomes de Lemos e neto de Gomez Miz o qual por serviço de Ds por onra de sua linhagem mãdou fazer esta capela pera seu pai e avoos e pera si pera sua molher e foi feita esta capela na era de mil e 534 anos o qual faleceu ao vinte sete dias de Junho ano de 1558".
A estátua orante de Duarte de Lemos, notável exemplo de escultura renascentista em Portugal, é contemporânea e de estilo artístico muito semelhante à escultura representando o seu parente, D. Luís da Silveira, 1.º Conde da Sortelha, na Igreja Matriz de Góis.

## Casamento e descendência
Duarte de Lemos casou, cerca do ano de 1503, com D. Joana de Melo (1478 - 12.10.1529), filha herdeira e sucessora de Álvaro de Brito, fidalgo da casa real, e de Isabel Pacheco. Este Álvaro de Brito (ou Álvaro de Brito Nogueira) era filho segundogênito de Mem de Brito, senhor do morgado de Santo Estêvão, em Beja e de S. Lourenço ou Santa Ana, em Lisboa, e de sua mulher Guiomar de Melo, da casa dos senhores de Melo. 
D. Joana de Melo era assim prima coirmã dos irmãos Brito, nomeadamente Lopo de Brito e Jorge de Brito, que desempenharam papel relevante na expansão portuguesa no Oriente, no 1.º quartel do século XVI; jaz no Panteão da Trofa, em túmulo com as suas armas (lisonja partida de Lemos e Melo), com a seguinte inscrição: "Aqui jaz dona Joana de Melo molher que foi de Duarte de Lemos a qual faleceu ao doze dias do mês doutubro ano de mil 529"
Duarte de Lemos e D. Joana de Melo tiveram geração, 2 filhas e 4 filhos, entre os quais João Gomes de Lemos, que sucedeu na casa do pai e veio a ser 4.º senhor da Trofa.
O filho primogénito deste, também chamado Duarte de Lemos, 5.º senhor da Trofa, Álvaro, Pampilhosa, Jales e Alfarela, por carta de confirmação de 1 de agosto de 1576 (D. Sebastião I), foi um destacado partidário de D. António, Prior do Crato e adversário de Filipe II.